# Gnotzheim

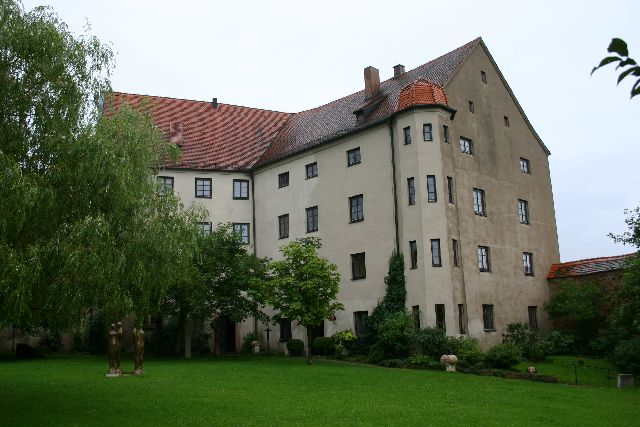
Zamek Spielberg

Gnotzheim – gmina targowa w Niemczech, w kraju związkowym Bawaria, w rejencji Środkowa Frankonia, w powiecie Weißenburg-Gunzenhausen, wchodzi w skład wspólnoty administracyjnej Hahnenkamm. Leży około 20 km na zachód od Weißenburg in Bayern, przy drodze B466.

## Dzielnice
W skład gminy wchodzą następujące dzielnice: Gnotzheim, Spielberg, Weilerau.

## Demografia
| Rok  | Liczba mieszk. |
| ---- | -------------- |
| 1970 | 722            |
| 1987 | 718            |
| 2000 | 859            |

## Zabytki i atrakcje
- zamek Spielberg

## Oświata
(na 1999)

W gminie znajduje się 50 miejsc przedszkolnych (44 dzieci).